# Vltavotýnské podzemí
Soubor podzemních staveb, který se nachází pod budovou arcibiskupského zámku a pod severní částí náměstí Míru v Týně nad Vltavou v okrese České Budějovice v Jihočeském kraji, je od roku 2006 zapsán na seznamu kulturních památek České republiky. Tento soubor podzemních místností, chodeb a studní je zároveň součástí městské památkové zóny Týn nad Vltavou, vyhlášené 19. listopadu 1990.

## Historie
Podle archeologických nálezů nejstarší podzemní chodby v jádru města vznikly pravděpodobně v 15. století. Chodby byly budovány v době, kdy zástavními majiteli vltavotýnského panství byli Čabeličtí ze Soutic, tj. až do roku 1601. Budování podzemního systému bylo ukončeno buď po změně majitelů panství v roce 1601 či na počátku třicetileté války, kdy se město potýkalo s nedostatkem financí.

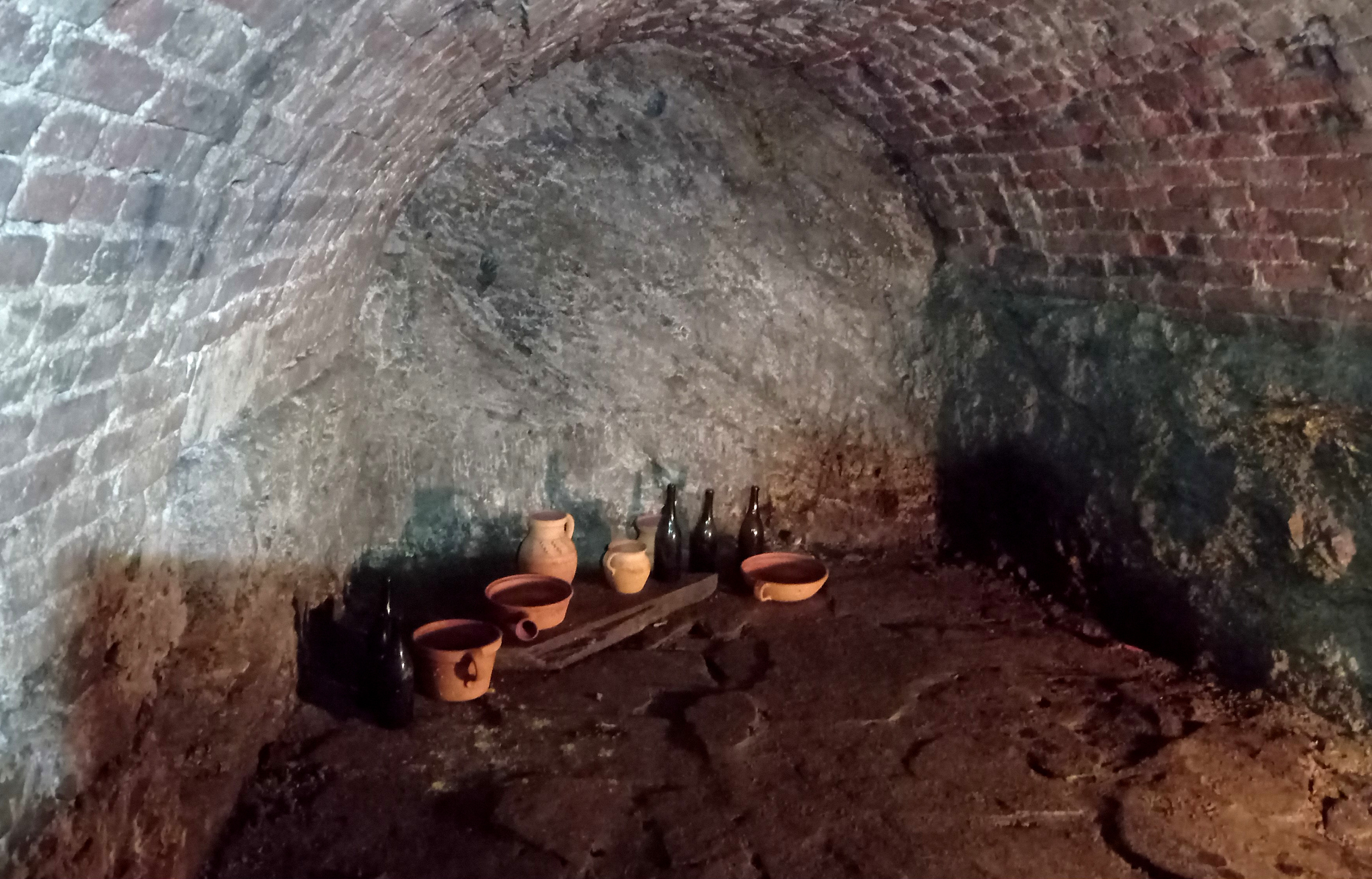
Ukázky předmětů, nalezených v podzemí

Důvod vybudování podzemní sítě chodeb a dalších prostor není dosud zcela objasněn. Podle jedné z teorií podzemí vzniklo kvůli odvodnění severní části náměstí a vytvoření nádrží s pitnou vodou, přičemž tuto teorii podporuje i existence dvou studní. Za vznikem podzemního systému mohlo být také budování sklepů a dalších úložných prostor pod měšťanskými domy, jejichž rozloha byla limitována úzkými pozemky, přičemž tyto sklepy byly později propojeny sítí chodeb. Podzemní prostory mohly sloužit také jako úkryt pro obyvatele města v dobách válek a při ohrožení nepřítelem. Jako čtvrtý hypotetický důvod vzniku chodeb se uvádí možná hornická těžba blíže neurčeného nerostu.
První pokusy o průzkum vltavotýnského podzemí se v 50. letech 20. století provedl Bedřich Karásek, vlastivědný pracovník, spisovatel a zakladatel muzea v Týně nad Vltavou. První odborný průzkum podzemí se uskutečnil až v roce 1992 pod vedením speleologů z Písku. 
Zpřístupnění podzemního labyrintu, do té doby zaplaveného vodou a bahnem, předcházel další průzkum, který zde probíhal v letech  2005 až 2008. Vltavotýnské podzemí bylo zpřístupněno veřejnosti 26. července 2008.

## Popis
Horninové podloží pod centrem Týna nad Vltavou tvoří biotitická pararula a jíly. Podzemní systém se nalézá kolem 4 až 6 metrů pod povrchem. Chodby byly ručně vytesané ve skále, některé místnosti a další vnitřní prostory jsou vyzděné. Chodby mají značně nepravidelní tvar a půdorys, místy jsou vysoké jen kolem 120 centimetrů. Jejich průřez často připomíná „klíčovou dírku“ – směrem dolů se zužuje, při zemi odpovídá jen šíři stop návštěvníka. V některých místech jsou ve stropech chodeb proraženy větrací šachty.
Veřejnosti je zpřístupněno zhruba 160 metrů chodeb. Návštěva podzemí  se nedoporučuje osobám s omezenou pohyblivosti či jinými zdravotními omezeními. Další podzemní prostory, avšak nepřístupné veřejnosti, se nacházejí v nitru pahorku, na němž stával místní hrad, jehož ruiny byly zbořeny v roce 1645.

## Pověsti
Podle místních pověstí se traduje, že podzemní chodby pokračují z centra Týna nad Vltavou nejen ke hradu, ale pod dnem řeky až do oblasti Malé Strany, která leží na levém břehu Vltavy, případně dokonce vedou až pod zámek v Hněvkovicích, vzdálených zhruba čtyři kilometry proti proudu řeky. Podle této verze jsou zmíněné chodby natolik široké, že jimi může projet kočár s koňmi. A kočár v této pověsti opravdu figuruje – má se jednat o ohnivý kočár, v němž se projíždí někdejší hněvkovický zámecký pán Jeroným Hozlauer z Hozlau. Jízda v ohnivém kočáře je podle pověsti trestem za to, že krutý hněvkovický pán zabil svého sluhu, který mu pomáhal na zámku ukrýt poklad.

## Galerie

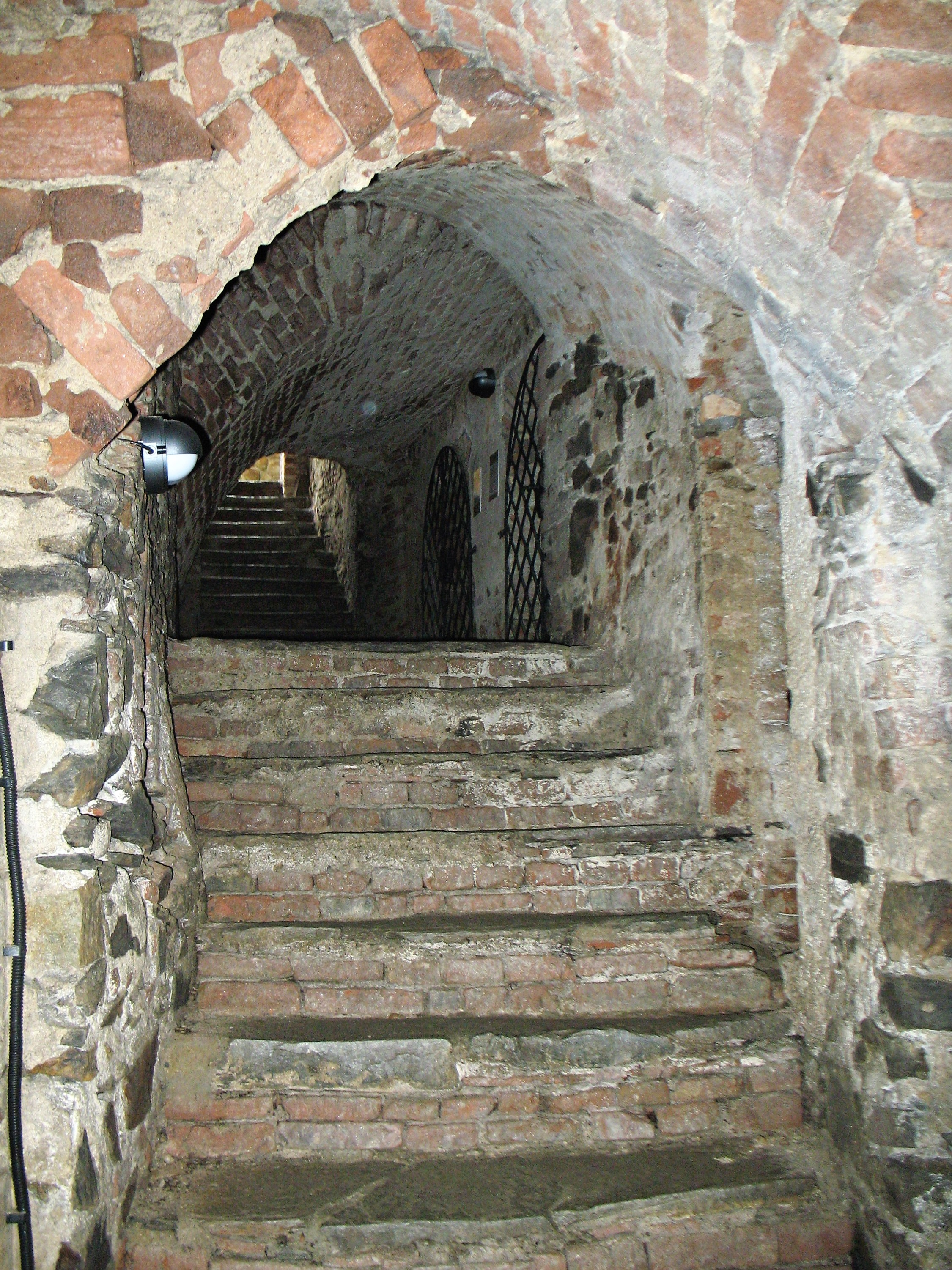
Vstup pro návštěvníky
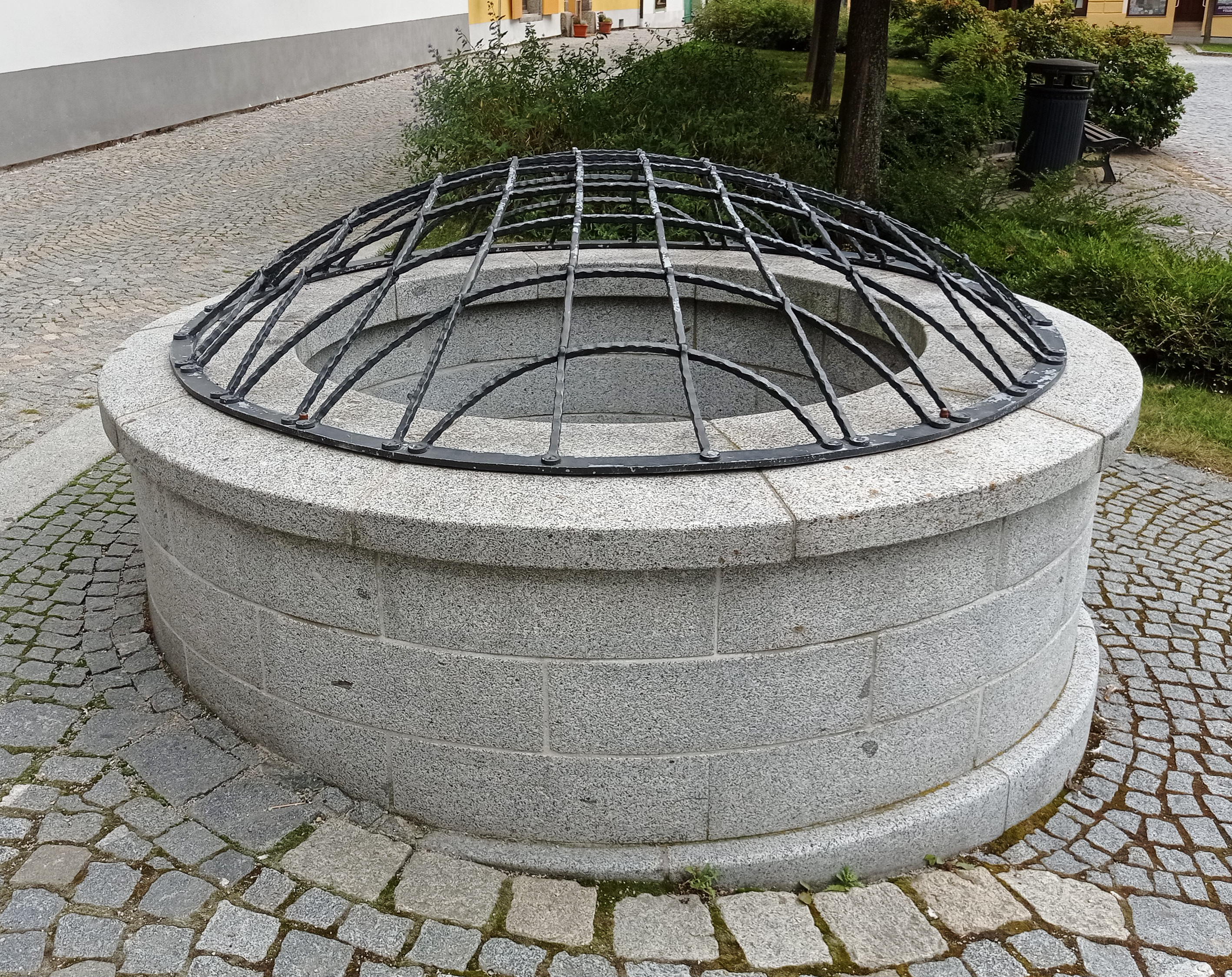
Studna u budovy zámku
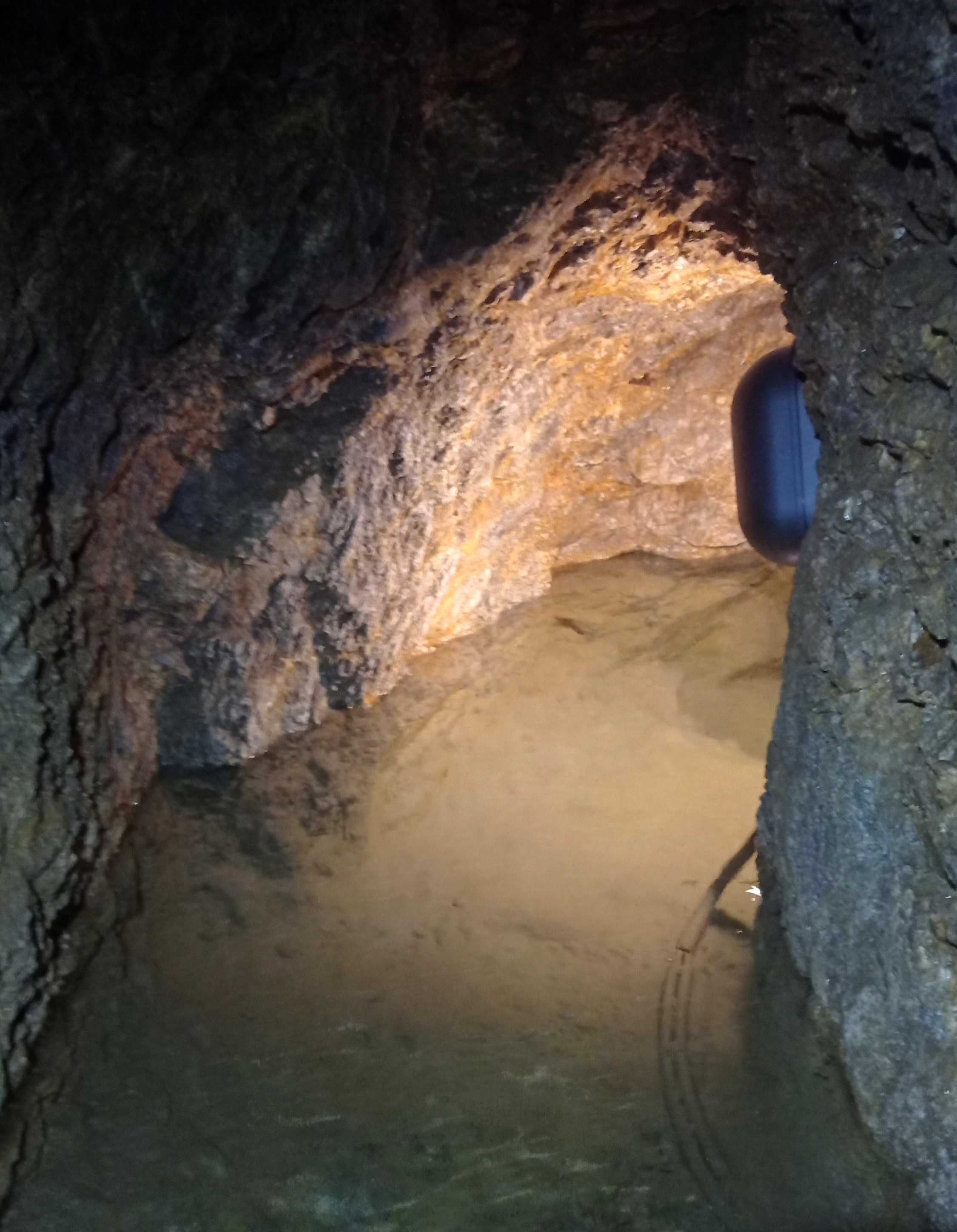
Voda v podzemní chodbě
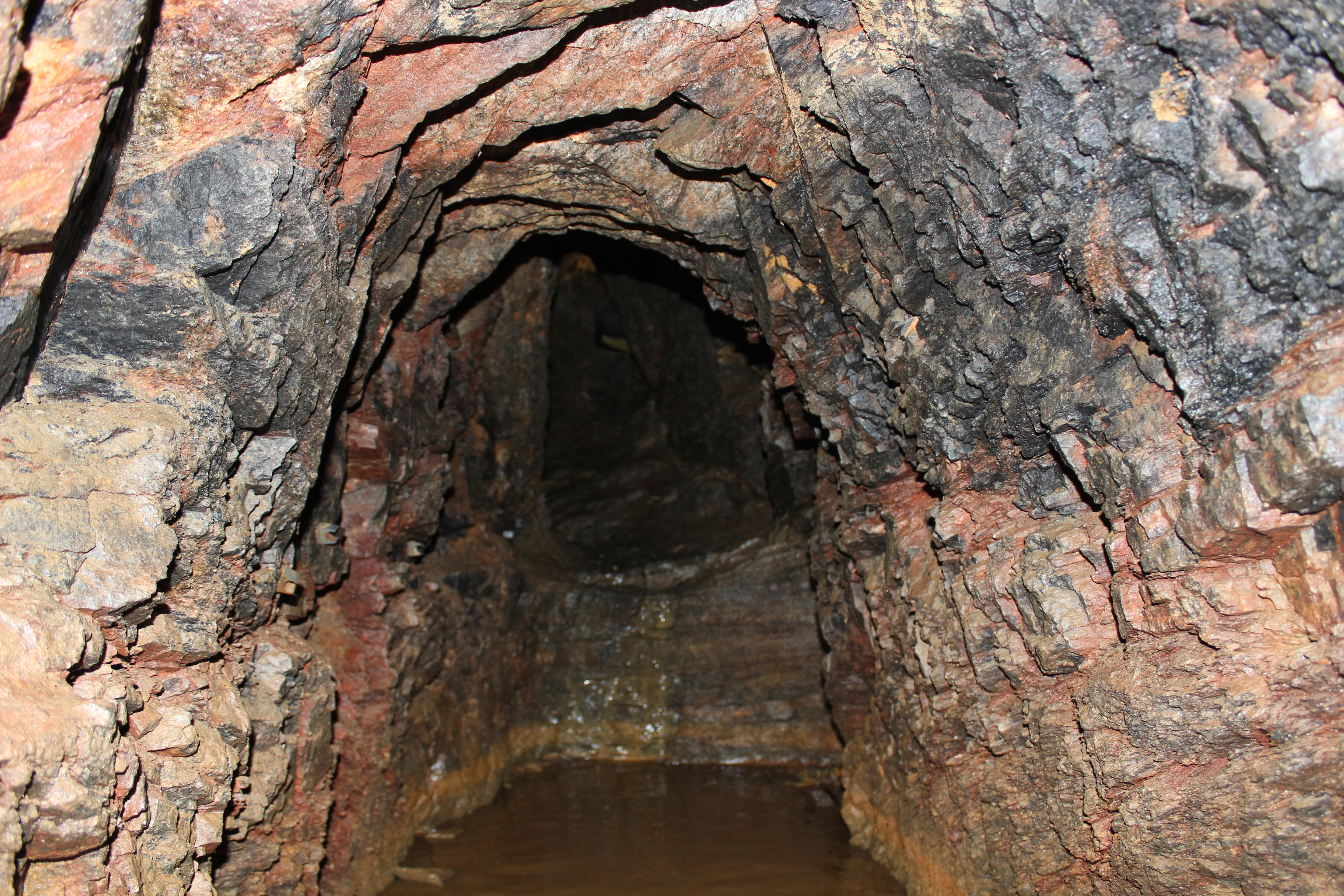
Výklenek ve skále
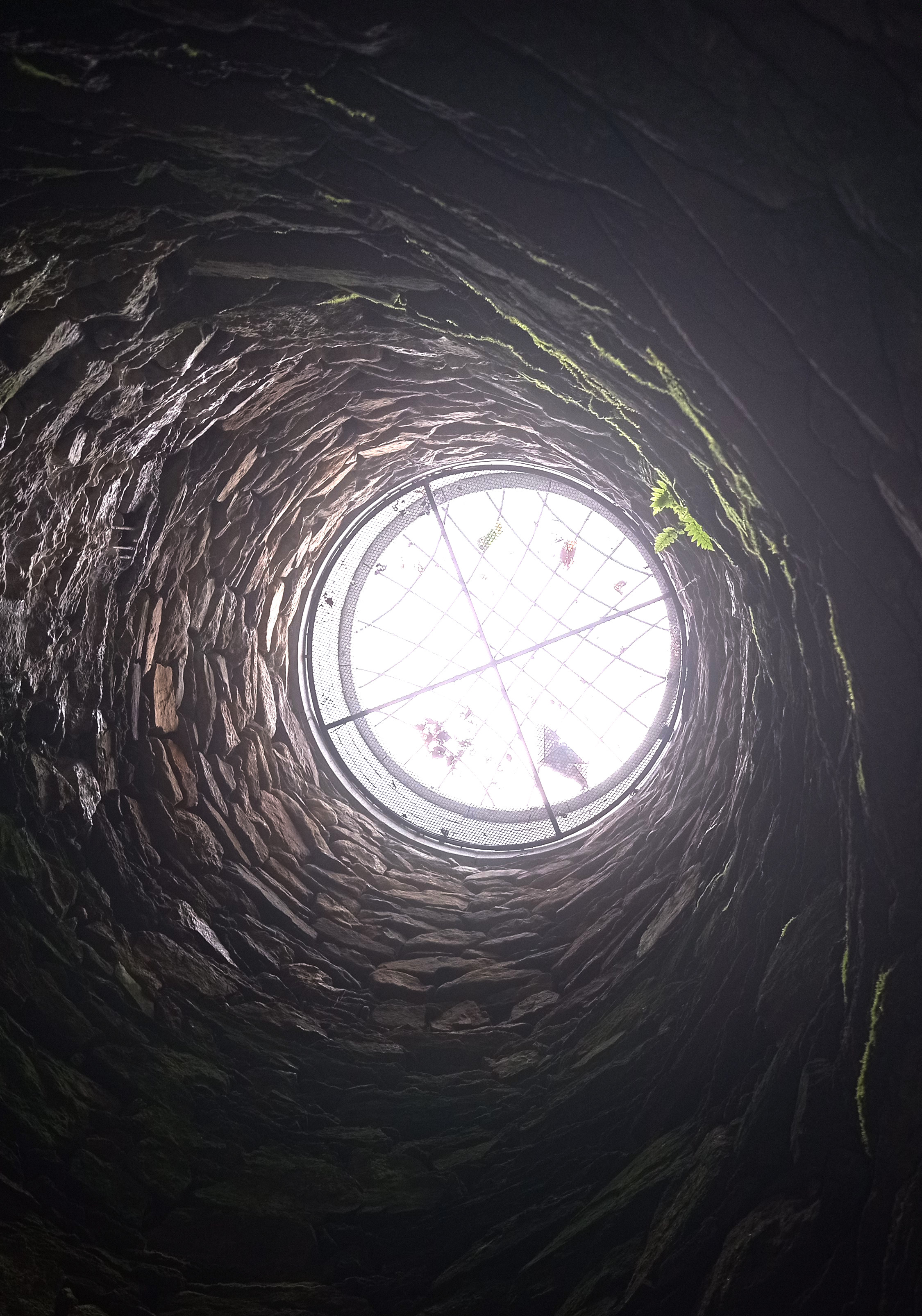
Vnitřek studny
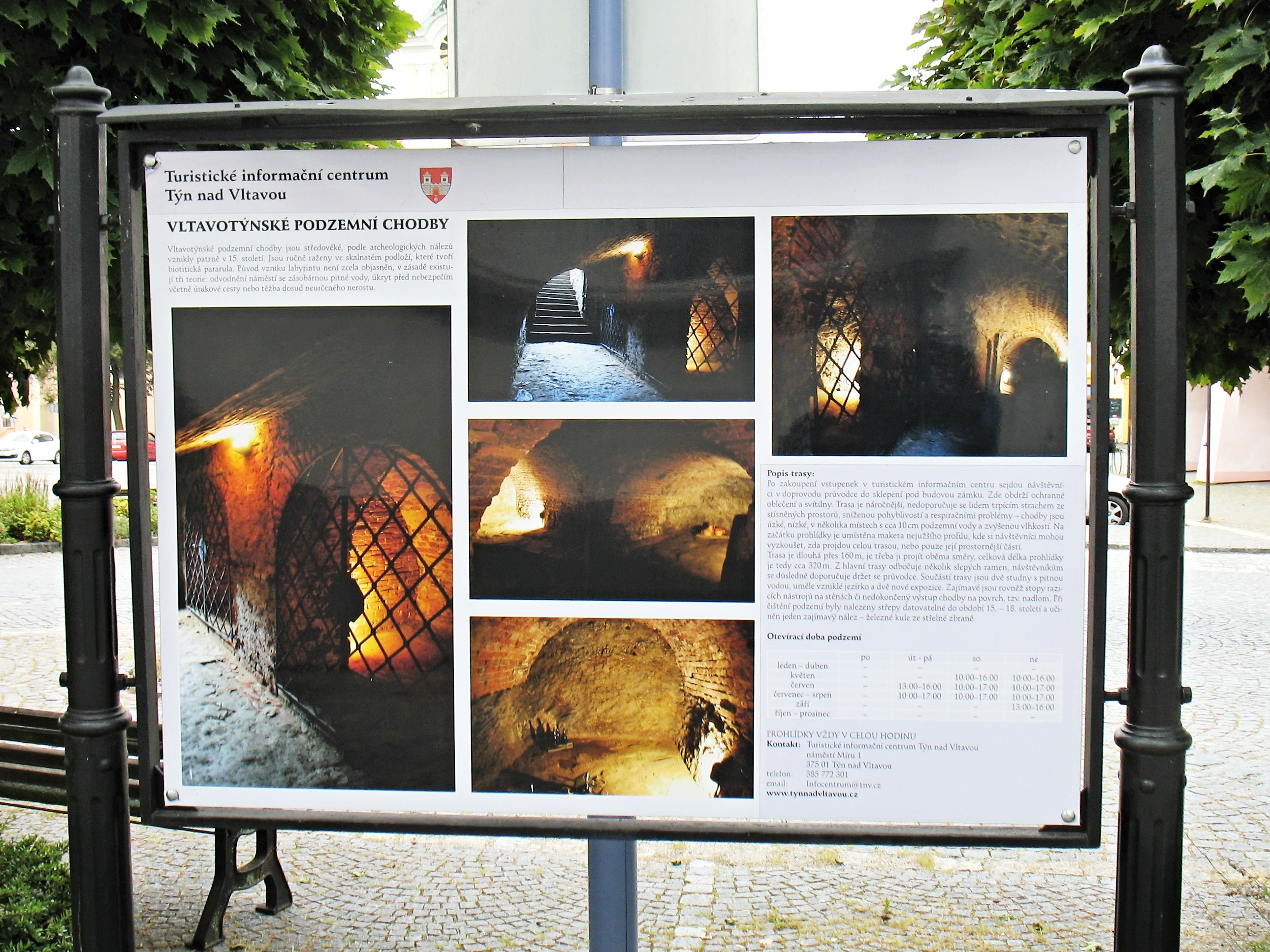
Informační tabule před muzeem